# Виды рода Тополь
- Список видов составлен на основе данных портала POWO[1].
- Знаком × отмечены виды, имеющие гибридное происхождение.
- Синонимика видов в данном списке не приводится.
- Русские названия взяты из книг:
  - Соколов С. Я. Род 3. Тополь — Populus L. // Деревья и кустарники СССР : дикорастущие, культивируемые и перспективные для интродукции : в 6 т. — М. ; Л. : Изд-во АН СССР, 1951. — Т. 2 : Покрытосеменные / ред. С. Я. Соколов. — С. 174—217. — 612 с. — 2500 экз.
  - Комаров В. Л. Род 357. Тополь — Populus L. // Флора СССР = Flora URSS : в 30 т. / гл. ред. В. Л. Комаров. — М. ; Л. : Изд-во АН СССР, 1936. — Т. 5 / ред. тома В. Л. Комаров. — С. 145—146. — 762, XXVI с. — 5175 экз.
  - Царёв А. П. Сортоведение тополя. — Воронеж: ВГУ, 1985. — С. 116. — 152 с.
  - Древесные породы мира / Калуцкий, К. К.. — М.: Лесная промышленность, 1982. — Т. 2. — С. 145, 146.

| A B C D E F G H I J K L M N O P R S T U V W Y Z |

## A
- Populus × acuminata Rydb.
- Populus adenopoda Maxim. — Китайская осина[2]
- Populus alaschanica Kom. — Тополь алашаньский
- Populus alba L. — Тополь серебристый, или Тополь белый
- Populus angustifolia E.James ex Torr. — Тополь узколистный

## B
- Populus balsamifera L. — Тополь бальзамический
- Populus x berolinensis K.Koch — Тополь берлинский
- Populus brandegeei C.K.Schneid.
- Populus × brayshawii B.Boivin

## C
- Populus x canadensis Moench — Тополь канадский
- Populus x canescens (Aiton) Sm. — Тополь сереющий
- Populus cathayana Rehder — Тополь катаяна
- Populus ciliata Wall. ex Royle — Тополь реснитчатый

## D
- Populus deltoides W.Bartram ex Marshall — Тополь дельтовидный, или Тополь угловатый

## E
- Populus euphratica Olivier — Тополь евфратский, или Евфратский тополь [syn.  Turanga euphratica (Olivier) Kimura — Туранга ефратская]

## F
- Populus fremontii S.Watson — Тополь Фремонта

## G
- Populus x generosa A.Henry
- Populus girinensis Skvortsov
- Populus glauca Haines
- Populus grandidentata Michx. — Тополь крупнозубчатый
- Populus guzmanantlensis A.Vázquez & R.Cuevas

## H
- Populus haoana W.C.Cheng & Z.Wang
- Populus × hastata Dode
- Populus × heimburgeri B.Boivin
- Populus heterophylla L. — Тополь разнолистный
- Populus × hinckleyana Correll
- Populus hopeiensis Hu & H.F.Chow
- Populus hsinganica Z.Wang & Skvortzov

## I
- Populus ilicifolia (Engl.) Rouleau — Тополь падуболистный
- Populus × inopina Eckenw.
- Populus intramongolica T.Y.Sun & E.W.Ma

## J
- Populus × jackii Sarg.

## K
- Populus koreana Rehder — Тополь корейский = Populus suaveolens f. suaveolens
- Populus kangdingensis Z.Wang & S.L.Tung
- Populus × kashmirica A.K.Skvortsov
- Populus keerqinensis T.Y.Sun

## L
- Populus lancifolia N.Chao
- Populus lasiocarpa Oliv. — Тополь китайский, или Тополь шершавоплодный[2]
- Populus laurifolia Ledeb. — Тополь лавролистный
- Populus liaotungensis Z.Wang & Skvortsov
- Populus luziarum A.Vázquez, Muñiz-Castro & Padilla-Lepe

## M
- Populus macrocarpa (Schrenk) Pavlov & Lipsch. — Тополь крупноплодный, или Тополь волосистый
- Populus mainlingensis Z.Wang & S.L.Tung
- Populus mandschurica Nakai
- Populus maximowiczii A. Henry — Тополь Максимовича = Populus suaveolens f. suaveolens
- Populus mexicana Wesm.
- Populus minhoensis S.F.Yang & H.F.Wu
- Populus × moskoviensis R.I.Schröd. — Тополь московский

## N
- Populus nakaii Skvortsov
- Populus nigra L. — Тополь чёрный, или Осокорь, или Тополь пирамидальный
- Populus ningshanica Z.Wang & S.L.Tung

## P
- Populus × parryi Sarg.
- Populus primaveralepensis A.Vázquez, Muñiz-Castro & Zuno
- Populus pruinosa Schrenk — Тополь сизый
- Populus pseudoglauca Z.Wang & P.Y.Fu
- Populus pseudomaximowiczii Z.Wang & S.L.Tung
- Populus pseudosimonii Kitag.
- Populus × pseudotomentosa Z.Wang & S.L.Tung

## Q
- Populus qamdoensis Z.Wang & S.L.Tung
- Populus qiongdaoensis T.Hong & P.Luo

## R
- Populus × rasumowskiana (R.I.Schröd. ex Regel) Dippel — Тополь Разумовского
- Populus rockii (Rehder) H.L.Yang
- Populus × rollandii Rouleau
- Populus × rouleauana B.Boivin

## S
- Populus schneideri (Rehder) N.Chao
- Populus shanxiensis Z.Wang & S.L.Tung
- Populus × sibirica G.V.Krylov & G.V.Grig. ex A.K.Skvortsov — Тополь сибирский
- Populus simaroa Rzed.
- Populus simonii Carrière — Тополь Симона, или Тополь китайский[2]
- Populus × smithii B.Boivin
- Populus × steiniana Bornm.
- Populus suaveolens Fisch. — Тополь душистый [syn.  Populus ussuriensis Kom. — Тополь уссурийский]
- Populus szechuanica C. K. Schneid. — Тополь сычуаньский

## T
- Populus tomentosa Carrière
- Populus tremula L. — Тополь дрожащий, или Осина
- Populus tremuloides Michx. — Тополь осинообразный
- Populus trichocarpa Torr. & A.Gray ex. Hook. — Тополь волосистоплодный
- Populus trinervis Z.Wang & S.L.Tung
- Populus tristis Fisch. — Тополь печальный

## U
- Populus usbekistanica Kom. — Тополь узбекистанский, или Тополь узбекский

## V
- Populus × vernirubens A. Henry

## W
- Populus wenxianica Z.C.Feng & J.L.Guo
- Populus wilsonii C.K.Schneid. — Тополь Вильсона
- Populus wuana Z.Wang & S.L.Tung

## X
- Populus xiangchengensis Z.Wang & S.L.Tung
- Populus × xiaohei T.S.Hwang & Liang

## Y
- Populus yatungensis (Z.Wang & P.Y.Fu) Z.Wang & S.L.Tung
- Populus × yuana Z.Wang & S.L.Tung
- Populus yunnanensis Dode — Тополь юнаньский